# Onthophagus stylocerus
Onthophagus stylocerus är en skalbaggsart som beskrevs av Mariano de la Paz Graells 1851. Onthophagus stylocerus ingår i släktet Onthophagus och familjen bladhorningar. Inga underarter finns listade i Catalogue of Life.